# Cyphoscyla lacordairei
Cyphoscyla lacordairei là một loài bọ cánh cứng trong họ Cerambycidae.